# Juan Gazsó
 (juillet 2018).
Si vous disposez d'ouvrages ou d'articles de référence ou si vous connaissez des sites web de qualité traitant du thème abordé ici, merci de compléter l'article en donnant les références utiles à sa vérifiabilité et en les liant à la section « Notes et références ».
Juan Gazsó, né le 19 novembre 1922 et mort le 15 septembre 2003, est un joueur argentin de basket-ball.

## Palmarès
- Finaliste des Jeux panaméricains 1955